# Осми путник против Предатора (филм)
Осми путник против Предатора (енгл. Alien vs. Predator; „Туђин против Предатора”) је научнофантастични-хорор филм из 2004. редитеља и писца Пола Вилијама Скота Андерсона и главним улогама које играју Сана Лејтан, Раул Бова, Ленс Хенриксен и Јуан Бремнер. Представља први део франшизе Осми путник против Предатора, адаптирајући кросовер окупљајући истоимена бића из серија Осми путник и Предатор, концепт настао у стрипу 1989. Андерсон је причу написао заједно са творцима франшизе Осми путник, Деном О'Беноном и Роналдом Шусетом, а Андерсон и Шејн Салерно су причу прилагодили сценарију. На њихово писање утицали су астечка митологија, серија стрипова и списи Ериха фон Деникена. У филму су научници ухваћени у унакрсној ватри древне битке између ванземаљаца и предатора док покушавају да побегну из прошле пирамиде.
С обзиром да је време радње 2004. година (пре свих делова франшизе Осми путник), место радње је морала да буде изолована локација, пошто у филму Осми путник ликови не знају да Туђини постоје, те је изабран Антарктик. Од ликова из претходних филмова оба серијала, једино се Хенриксен вратио у улогу Бишопа. Сигорни Вивер је својевремено изјавила да је срећна што се не враћа у улогу Елен Рипли и да је управо због могућности настанка овог филма тражила да њен лик буде убијен у филму Осми путник 3 (мада је оживела у филму Осми путник 4: Васкрснуће), јер јој је сама идеја концепта звучала „одвратно”. С друге стране, Арнолд Шварценегер је прихватио да се врати у своју улогу мајора Алана „Дача” Шефера, макар то била и камео улога, али под условом да изгуби на изборима за гувернера Калифорније. Пошто је победио на изборима, није имао времена да се бави снимањем, те је одустао од повратка.
Филм Осми путник против Предатора је био објављен у биоскопима 12. августа 2004, добио је негативне критике и зарадио 177,4 милиона америчких долара широм света насупрот продукцијском буџету који је износио 60—70 милиона америчких долара. Наставак, Осми путник против Предатора 2, објављен је 2007.

## Радња
Током 2004, сателит открива мистериозну топлоту испод Бува, острва на око 1.600 km од обале Антарктика. Богати индустријалац Чарлс Бишоп Вејланд (Ленс Хенриксен) открива термовизијом да се испод леда налази пирамида закопана на 610 m. Покушава да то затражи од своје мултинационалног предузећа за комуникације, Weyland Industries, подружнице Weyland Corporation и окупља тим стручњака који ће истражити. Тим укључује археологе, лингвистичке стручњаке, бушилице, плаћенике и водича по имену Алекса „Лекс” Вудс (Сана Лејтан).
Како брод Предатора досеже Земљину орбиту, испаљује енергетски сноп усмерен на место пирамиде. Када тим стигне до напуштене станице за лов на китове изнад извора топлоте, проналазе савршено кружни, неприродни тунел који пролази директно испод леда према пирамиди. Вејланд приказује сателитске снимке тима који показују да пролаз није био тамо пре 24 сата. Истраживачки тим спушта се тунелом и лоцира мистериозну пирамиду и започиње је истраживање, убрзо проналазећи доказе о праисторијској цивилизацији и оном што се чини жртвеном комором испуњеном људским костурима. Необјашњиво, чини се да сви скелети имају пукнуће ребара.
У међувремену, три Предатора — Скар, Келтик и Чопер — стижу и убијају преостале чланове тима на површини. Спусте се до пирамиде и стигну баш када тим нехотице активира структуру и зароби се у њу. Краљица Туђина се буди из криогене стазе и почиње да производи јаја. Када се јаја излегу, неколико Туђина за лице прикаче се људима заробљеним у жртвеној комори. Изкакачи из груди се појављују из људи и брзо прерастају у одрасле ксеноморфе. Између предатора, ксеноморфа и људи избија сукоб, што резултира неколико смртних случајева. Ксеноморф убија Келтика и Чопера, а Вејланд купује Лекс и италијанском археологу Себастијану де Рози (Раул Бова) довољно времена да побегну од Скара, жртвујући притом и свој живот. Њих двоје сведоче томе да Скар убија Туђина за лице и ксеноморфа шурикеном пре него што скида маску и обележава се крвљу Туђина за лице. Након што Лекс и Себастијан оду, још један Туђин за лице се веже за Скара због тога што не носи своју маску.
Превођењем хијероглифа пирамиде, Лекс и Себастијан сазнају да Предатори посећују Земљу хиљадама година. Они су били ти који су учили ране људске цивилизације како да граде пирамиде и били су обожавани као богови. Сваких 100 година посећују Земљу како би учествовали у обреду преласка којим се неколико људи жртвује као домаћин ксеноморфима, стварајући „крајњи плен” за Предаторе у лову. Као противпожарни, ако би били савладани, Предатори би активирали уређај за самоуништење да би елиминисали ксеноморфе и себе. Њих двоје закључују да су због тога садашњи Предатори код пирамиде и да је врућина била варка за привлачење људи на локацију са једином сврхом стварања нових ксеноморфа за лов.
Лекс и Себастијан одлучују да Предаторима мора бити дозвољено да успеју у свом лову како ксеноморфи не би побегли на површину. Ксеноморф је заробио Себастијана, оставивши само Лекс и Скар да се боре против ксеноморфа. Скар користи делове мртвог ксеноморфа да би обликовао оружје за Лекс и њих двоје праве савез. Краљица ксеноморфа, користећи сопствену киселу крв, ослобађа се ограничења и, заједно са осталим ксеноморфима, почиње да следи Лекс и Скара. Таман кад ће побећи, Скар се одваја и користи бомбу у модулу за зглоб да уништи пирамиду и преостале ксеноморфе и јаја. Лекс и Скар стижу на површину, међутим краљица ксеноморфа је преживела и наставља да их јури. Побеђују краљицу тако што јој ланце прикаче за резервоар за воду китолова и гурну га преко литице, вукући је на дно океана. Скар је, међутим, био набоден репом краљице ксеноморфа и подлегао је ранама, умирући.
Брод Предатор уклања скривање и појављује се неколико Предатора. Они узимају свог палог друга и елитни Предатор дарује Лекс једно од својих копљаних оружја. Остали Предатори препознају њену вештину ратника по симболу који јој је Скар изгорео на образу пре него што је умро, користећи ванземаљску крв. Свемирски брод Предатора одлети, остављајући Лекс иза себе. Лекс прилази возилу и напушта то подручје. Предатори остављају Скарово тело на постољу испред прозора на броду. Неколико тренутака касније, предтуђин са ванземаљским и предаторским особинама избија из Скарових груди, водећи у догађаје филма Осми путник против Предатора 2.

## Улоге
| Глумац            | Улога                       |
| ----------------- | --------------------------- |
| Сана Лејтан       | Алекса „Лекс” Вудс          |
| Раул Бова         | професор Себастијан де Роза |
| Ленс Хенриксен    | Чарлс Бишоп Вејланд         |
| Јуен Бремнер      | доктор Грим Милер           |
| Колин Салмон      | Максвел Стафорд             |
| Томи Фланаган     | Марк Верхејден              |
| Карстен Хергорд   | Ристен Квин                 |
| Џозеф Рај         | Џо Конорс                   |
| Том Вудруф        | Туђин                       |
| Ијан Вајт         | Предатор                    |
| Агата де ла Булај | Адел Русоу                  |
| Сем Трогтон       | Томас Паркс                 |
| Петр Јакл         | Стоун                       |
| Лиз Меј Брис      | супервизор                  |
| Карима Адебиб     | жртва                       |